# Quinn Fabray
Lucy Quinn Fabray è un personaggio della serie televisiva Glee, interpretato da Dianna Agron.

## Trama
Quinn è una cheerleader, il capitano delle Cheerios, la squadra di cheerleader del liceo McKinley; snob ma tormentata, con un carattere complicato e un po' lunatico. è la fidanzata del quarterback Finn Hudson e la presidentessa del club della castità per volere dei suoi genitori. Quando il suo ragazzo si unisce alle Nuove Direzioni, Quinn si ingelosisce e ha paura che Finn possa iniziare a provare dei sentimenti per Rachel. Sue Sylvester invita Quinn e le amiche Santana e Brittany ad iscriversi al glee club, per agire come spie ed aiutarla a distruggerlo dall'interno. Poco dopo Quinn scopre di essere incinta e comunica la notizia a Finn, a cui mente dicendogli di essere il padre. Puck, il vero padre del bambino, le offre il suo aiuto; lei rifiuta i suoi soldi e decide invece di dare il bambino in adozione a Terri Schuester, moglie di Will, che sta fingendo una gravidanza.
Quando Sue scopre della gravidanza, la caccia dalla squadra delle Cheerios. In seguito Quinn viene ostracizzata dai suoi compagni di scuola, che non la rispettano più come prima. Quinn tenta di rientrare nella squadra, ma poi capisce di preferire il glee club, dove si sente accettata. Puck tenta di dimostrare di poter essere un padre affidabile per il loro bambino, e la ragazza mette in dubbio l'idea di darlo in adozione. Poco dopo capisce invece che quest'ultima è la soluzione migliore. I suoi genitori, saputo della gravidanza, la cacciano di casa. Quando Finn viene a conoscenza della verità, Quinn si trasferisce a casa di Puck ed in seguito di Mercedes, con cui stringe una forte amicizia. Quinn partorisce la sera delle Regionali e la bambina, chiamata Beth, viene data in adozione alla madre biologica di Rachel, Shelby Corcoran.
L'anno successivo, Quinn entra nuovamente nella squadra delle cheerleader come capitano, perché dice alla coach Sylvester che Santana ha fatto un intervento di chirurgia plastica per ingrandire il seno quindi quest'ultima viene messa alla base della piramide; Quinn inizia a frequentare Sam, giocatore di football che si è appena trasferito nella scuola. La coppia è la più affiatata e i due duettano in diverse occasioni, come per esempio "Marry you" e "Lucky". La coppia interpreta inoltre la canzone di apertura alle Provinciali, cantando (I've Had) The Time of My Life.
In Gioco di squadra Sue chiede a Quinn, Santana e Brittany di scegliere tra le Cheerios e il glee club; inizialmente le tre cheerleader decidono di rimane nella squadra per continuare ad essere popolari, ma in seguito Finn le convince a tornare nelle Nuove Direzioni. Quinn e l'ex ragazzo iniziano a frequentarsi di nascosto, alle spalle di Sam. Poco dopo quest'ultimo scopre di essere stato tradito e lascia la ragazza, mettendosi per ripicca con Santana. Quinn è devastata, ma almeno ha ancora Finn. Nell'episodio Dirsi addio Finn lascia Quinn perché ammette di provare ancora qualcosa per Rachel. A New York, per le nazionali, la ragazza litiga con Santana che però la capisce e le propone un nuovo taglio di capelli.
Quinn giunge all'ultimo anno, ha lasciato il glee club, si è tinta i capelli di rosa, si è fatta alcuni piercing ed ha incominciato a fumare.
Oltre al look trasandato, Quinn si è unita ad un gruppo di amiche chiamato "Le Skanks" e durante l'estate si è fidanzata con uno skater di quarant'anni. Però capisce che, per riprendersi sua figlia, deve ritornare la dolce ad affidabile Quinn di una volta, quindi si dà una ripulita e ritorna nel glee club. Col passare del tempo, il desiderio di riprendersi Beth svanisce e decide di rimanere nel glee club perché capisce di valere molto di più delle "Skanks".
Dopo che Rachel le confessa che Finn le ha chiesto di sposarla lei si oppone subito dicendo che è troppo presto, e che anche a lei è successo. Alla fine cambia idea e diventa la damigella d'onore di Rachel. Quando quest'ultima le invia uno sms dicendole di sbrigarsi, Quinn per rispondere non guarda la strada e lei e la sua auto vengono travolte da un enorme Pick-Up. Così Quinn è costretta a stare in sedia a rotelle.
Grazie all'aiuto di Joe, Quinn riesce a camminare di nuovo in tempo per il ballo, ma non lo fa sapere subito perché vuole essere reginetta ad ogni costo, ma poi si accorge di non meritare il premio e chiede a Santana, supervisore del conteggio dei voti insieme a lei, di far vincere Rachel. Nell'ultima puntata capisce di doversi sdebitare per tutto quello che ha ottenuto, quindi aiuta Puck a studiare per il compito di Geografia e lo bacia. Ed è proprio grazie a quel bacio che Puck ha l'energia necessaria per superare il compito. E dunque, proprio grazie a Quinn riesce a diplomarsi.
Quinn va a Yale e torna il giorno del Ringraziamento come supporto alle Nuove Direzioni che hanno le provinciali, Finn le dà il compito di fare da mentore a Kitty trovandosi in scontro con Santana che le dirà che Kitty è cattiva causando alla fine una litigata. Quinn tornerà solo alcune puntate dopo (4x12) quando Kurt chiederà a lei e a Santana di aiutarlo a convincere Rachel a non fare una scena in topless. Le due riusciranno a convincere la ragazza e canteranno una canzone tutte e tre insieme (Love Song). Santana e Quinn fanno pace. Al matrimonio del professor. Schuester si riuniscono tutti i membri del vecchio Glee club. Quinn e Santana sono molto in sintonia, ballano un lento sulle note di We've Got Tonight per poi finire a letto insieme.
Quinn riappare negli episodi della quinta stagione Una settimana d'addio e Addio, glee club! dove sembra essere cambiata: si veste in modo d'alta classe e porta una raffinata collana di perle come se dovesse sembrare ricchissima agli occhi altrui. Ciò viene spiegato quasi subito: la ragazza è fidanzata con Biff McKintosh, uno dei ragazzi più ricchi di New Haven e spiega che se riuscirà a fidanzarsi ufficialmente con lui sarà sistemata quindi deve mantenere una certa immagine. Si scopre poi che in realtà Biff è assolutamente ignaro del passato di Quinn: Puck, Beth e persino del suo tatuaggio. Quando lo scopre Biff la lascia e le dà della puttana proprio quando arriva Puck che subito ingaggia una feroce rissa con lui. Sempre in quest'episodio si svolge una scena cruciale: Quinn e Puck si trovano negli spogliatoi dove si trova appesa la maglia di Finn, qui si cambiano un breve dialogo in cui puck infine confessa di amarla. Lei ricambia, quindi si mettono insieme cantando Just Give Me a Reason. Viene citata nell'episodio La sera della prima.
Quinn torna a Lima per l'Homecoming day insieme a Santana, Brittany, Mercedes, Puck, Artie, Tina e Becky Jackson. Per aiutare Rachel e Kurt a trovare nuovi membri per le Nuove Direzioni, canta Problem con Santana, Brittany e Artie. i quattro riescono così ad attirare l'attenzione dei gemelli McCarthy e quella di Kitty arrabbiata con Artie per averla lasciata dopo essersi trasferito a New York. Nel seguente episodio aiuta Becky, con l'aiuto dei diplomati, a dire la verità al suo nuovo ragazzo. Quinn appare per l'ultima volta nell'ultimo episodio della serie quando, insieme a tutti i ragazzi che hanno fatto e fanno parte del glee, canta I Lived.

## Storia del personaggio
Il suo vero nome è Lucy Quinn Fabray, cambiato in Quinn Fabray in seguito un'infanzia difficile.
Alle scuole medie era chiamata 'Lucy Caboosey' in italiano 'Lucy dei lardosi' per il fatto che fosse sovrappeso, avesse i capelli rossi, gli occhiali e l'acne.
Stanca di essere trattata così si iscrive a un corso di danza per perdere peso, e ci riesce.
Dopo essere dimagrita, chiede ai genitori il permesso di fare un intervento al naso, dato che con il viso esile stava male;
Successivamente cambia nome da Lucy Q. Fabray a Quinn Fabray.
Infine, quando si trasferisce in Ohio dopo la fine delle scuole medie, si tinge i capelli di biondo.

## Casting

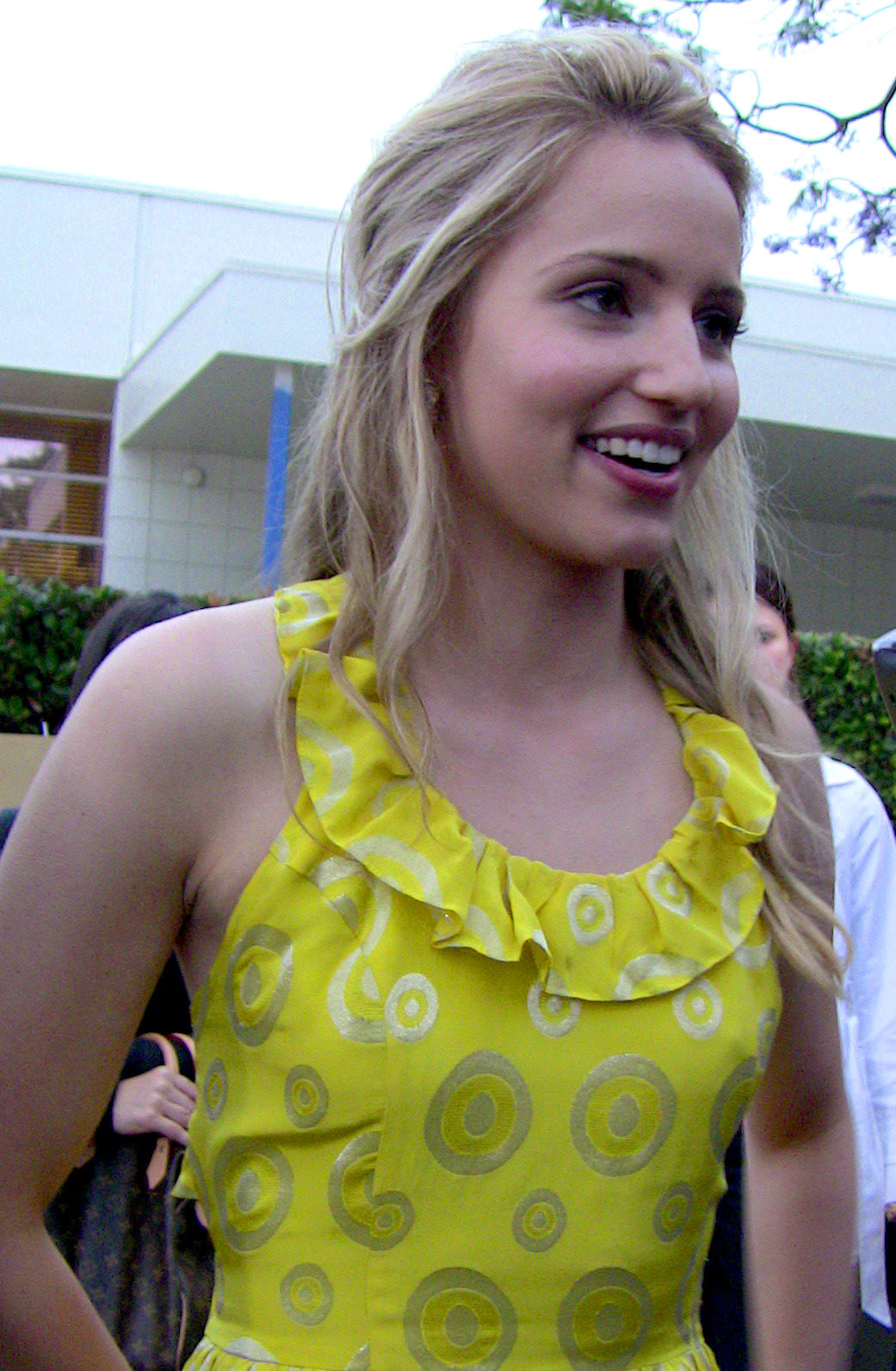
Dianna Agron

Quinn è interpretata dall'attrice Dianna Agron, che fu l'ultimo membro del cast principale ad essere scelto. Al momento dell'audizione, Agron aveva esperienza sia nella recitazione che nella danza. In un'intervista del 2009 ha dichiarato: «Per poco non rinunciai al provino. Ero troppo nervosa.» Inizialmente i produttori si chiesero se Agron non apparisse troppo innocente: «Mi dissero di tornare con capelli lisci e vestiti più provocanti. Iniziai a lavorare quella stessa settimana. Fu definita "la migliore tra le peggiori" essendo un'eccellente attrice ma interpretando la parte della cattiva.» Al provino, Dianna cantò Fly Me to the Moon di Frank Sinatra.

## Caratterizzazione
Quinn è descritta dall'attrice come la nemica di Rachel Berry, «una terribile ragazza, la più meschina fra tutte». Agron ha detto che la parte di Quinn che preferisce è il fatto che «è intelligente. Ma è anche umana, e sotto il suo aspetto da dura, è spesso una ragazzina sperduta." Lauren Waterman di Interview l'ha descritta come «adorabile, ma occasionalmente un'ape regina manipolatrice ormai decaduta.» Agron ha commentato: «Sì, ogni personaggio rappresenta uno stereotipo e non sarebbe giusto se così non fosse. Ma Ryan Murphy riesce sempre a ribaltare ogni situazione. Questa è la cosa più bella dello show e dei personaggi: nessuno è quello che sembra, il che è fantastico.» Agron ha dichiarato che il personaggio di Quinn non rispecchia affatto la sua esperienza liceale: «Non ero particolarmente alla moda al liceo. Facevo parte di diversi club, ero a capo dell'annuario e partecipavo a pezzi teatrali, perciò avevo amici un po' ovunque, ma non sapevo come vestirmi, come sistemarmi i capelli, ed altre cose del genere.» Ha poi aggiunto: «[La serie] mostra come chiunque tu sia e di qualunque gruppo tu faccia parte, resta il fatto che ci sono moltissimi sentimenti in ciascuna persona. Spesso con gli adolescenti, sceneggiatori e registi, chiunque, si limita a semplificarli e a renderli semplici individui: puoi essere l'atleta, o ragazzo popolare, o il nerd. Non vengono mostrate tutte le sfumature che ciascuno di noi possiede. Questo show tratta invece della vulnerabilità, dell'aspettativa e della rabbia e tutte le altre sensazioni di cu si fa esperienza al liceo.»

## Accoglienza
Quinn ha ricevuto miste recensioni da parte dei critici. Agron è stata nominata ai Teen Choice Awards del 2009 come "Miglior esordiente femminile". Lei e gli membri del cast hanno vinto uno Screen Actors Guild Award per il miglior cast in una serie commedia nel 2010, e sono stati nominati nella stessa categoria l'anno seguente.
La sotto trama riguardante l'indesiderata gravidanza di Quinn ha ricevuto responsi in parte positivi ed in parte negativi. Tim Stack di Entertainment Weekly lo ha definito un «buon colpo di scena», ma ha aggiunto di sperare che la trama non si concentrasse sulla gravidanza troppo a lungo. Le recensioni sul fatto della gravidanza divennero sempre più negative, ma l'attrice è stata lodata per la sua interpretazione drammatica nell'episodio Canzoni d'amore, in cui il personaggio comunica la notizia ai genitori. Gerrick D. Kennedy, scrivendo per il Los Angeles Times, ha criticato la parte sulla gravidanza dell'episodio Capellografia, notando di non sopportare la presenza del personaggio sullo schermo. Al contrario, Bobby Hankinson di Houston Chronicle ha scritto: «Ho adorato il fatto che Quinn Fabray riuscisse a sembrare comunque una ragazza di Mean Girls mentre era invece incredibilmente triste o al contrario felice, come durante l'interpretazione di Papa Don't Preach». Nella recensione dell'episodio Le regionali, Darren Franich di Entertainment Weekly ha definito la scena del parto intervallata dall'interpretazione di Bohemian Rhapsody dei Queen sia «geniale» che «terribile». Ha scritto: «Se non altro, è stato il modo più interessante di rappresentare un parto che io abbia mai visto fuori da The Miracle of Life. Ma mi è in qualche modo piaciuto.»
Brett Berk, scrivendo per Vanity Fair, ha dichiarato di essere felice che la gravidanza fosse finita e di poter vedere il ritorno della «malvagia Quinn» all'inizio della seconda stagione. Joel Kelly di TV Squad ha criticato la scelta di ri accoppiare Quinn con Finn Hudson nell'episodio di San Valentino, che ha interpretato come una regressione dei due personaggi. Ha commentato: «[Dall'inizio della serie] sono entrambi cambiati – Quinn ancora più di Finn – e vederli di nuovo insieme sembra farli tornare ai giorni in cui lei era la capo cheerleader di ghiaccio e lui il simpatico ma stupido quarterback.»
| Episodio                  | Titolo della canzone           | Artista originale           | Con                                                        |
| ------------------------- | ------------------------------ | --------------------------- | ---------------------------------------------------------- |
| La strada per il successo | I Say a Little Prayer          | Dionne Warwick              | solista                                                    |
| Guerra aperta             | You Keep Me Hangin' On         | The Supremes                | solista                                                    |
| Capellografia             | Papa Don't Preach              | Madonna                     | Noah Puckerman                                             |
| Anima e rabbia            | It's a Man's Man's Man's World | James Brown                 | solista                                                    |
| Sfida a coppie            | Lucky                          | Jason Mraz e Colbie Caillat | Sam Evans                                                  |
| Nuove direzioni           | (I've Had) The Time of My Life | Dirty Dancing               | Sam Evans                                                  |
| Sexy                      | Afternoon Delight              | Starland Vocal Band         | Carl Howell, Noah Puckerman, Rachel Berry e Emma Pillsbury |
| Born This Way             | I Feel Pretty/Unpretty         | West Side Story/TLC         | Rachel Berry                                               |
| Michael                   | Never Can Say Goodbye          | Gloria Gaynor               | solista                                                    |
| Ringraziamento            | Come See About Me              | The Supreme                 | solista                                                    |
| Mettersi a nudo           | Love Song                      | Sara Bareilles              | Rachel Berry, Santana Lopez                                |